# Letní filmová škola
Letní filmová škola (též Filmovka, dále jen LFŠ) je každoroční přehlídka filmů s dlouholetou tradicí, kterou pořádaná Asociace českých filmových klubů (dále jen AČFK). V Uherském Hradišti (v okrese Uherské Hradiště) se usadila natrvalo od roku 1992, kde probíhala i v minulosti v podobě setkání zástupců filmových klubů. Jejím cílem je, na rozdíl od běžných filmových festivalů zaměřených na současnou tvorbu, prohlubovat vědomosti milovníků filmového umění a historie, a také odborné vzdělání organizátorů filmových klubů. Společně s Mezinárodním filmovým festivalem v Karlových Varech patří k největším filmovým přehlídkám v České republice.

## Historie

### 1964–1974: Setkání filmových klubů
Historie LFŠ začala v Čimelicích na Písecku roku 1964, kdy se uskutečnilo první setkání zástupců filmových klubů. První ročník festivalu měl necelých 50 účastníků. Promítaly se kvalitní umělecké filmy, na které divák v běžné distribuci nemohl narazit, přednášky vedli přední filmoví odborníci. Cílem bylo umožnit setkání organizátorů a lektorů filmových klubů a prohloubení jejich odborného vzdělání.
Původní akce, uzavřená jen pro členy filmových klubů, se postupně rozrůstala. V dalších třinácti letech se filmová setkání pořádala v Písku, nejprve pod názvy Seminář filmových klubů a Seminář pro členy filmových klubů a od roku 1975 poprvé jako Letní filmová škola. Tehdy se LFŠ zúčastnilo asi 250 návštěvníků.

### 1975–1989: Letní filmová škola
Od roku 1978 se místa pořádání střídala. Na začátku 80. let, kdy se akce poprvé konala v Uherském Hradišti, se jí zúčastnilo již více než 500 návštěvníků. Ve snaze o udržení akce stabilizovali organizátoři účast pravidlem o omezeném počtu zájemců z každého filmového klubu. Akce se až do roku 1989 potýkala s hrozbou zákazu ze strany KSČ, po sametové revoluci však přestala být pro návštěvníky výjimečná a došlo k oslabení účasti.
Během své historie se festival konal na mnoha místech – kromě již zmíněných Čimelic a Písku se jednalo o Hořovice, Trutnov, Strážnici, Světlou nad Sázavou a Jihlavu. Vzhledem k úspěchu z let 1981 až 1984 byla LFŠ natrvalo v roce 1992 přesunuta do Uherského Hradiště. Výjimku představoval rok 1997, který se konal kvůli povodním v Jihlavě.

### 1992–2007: Festival pro širokou veřejnost

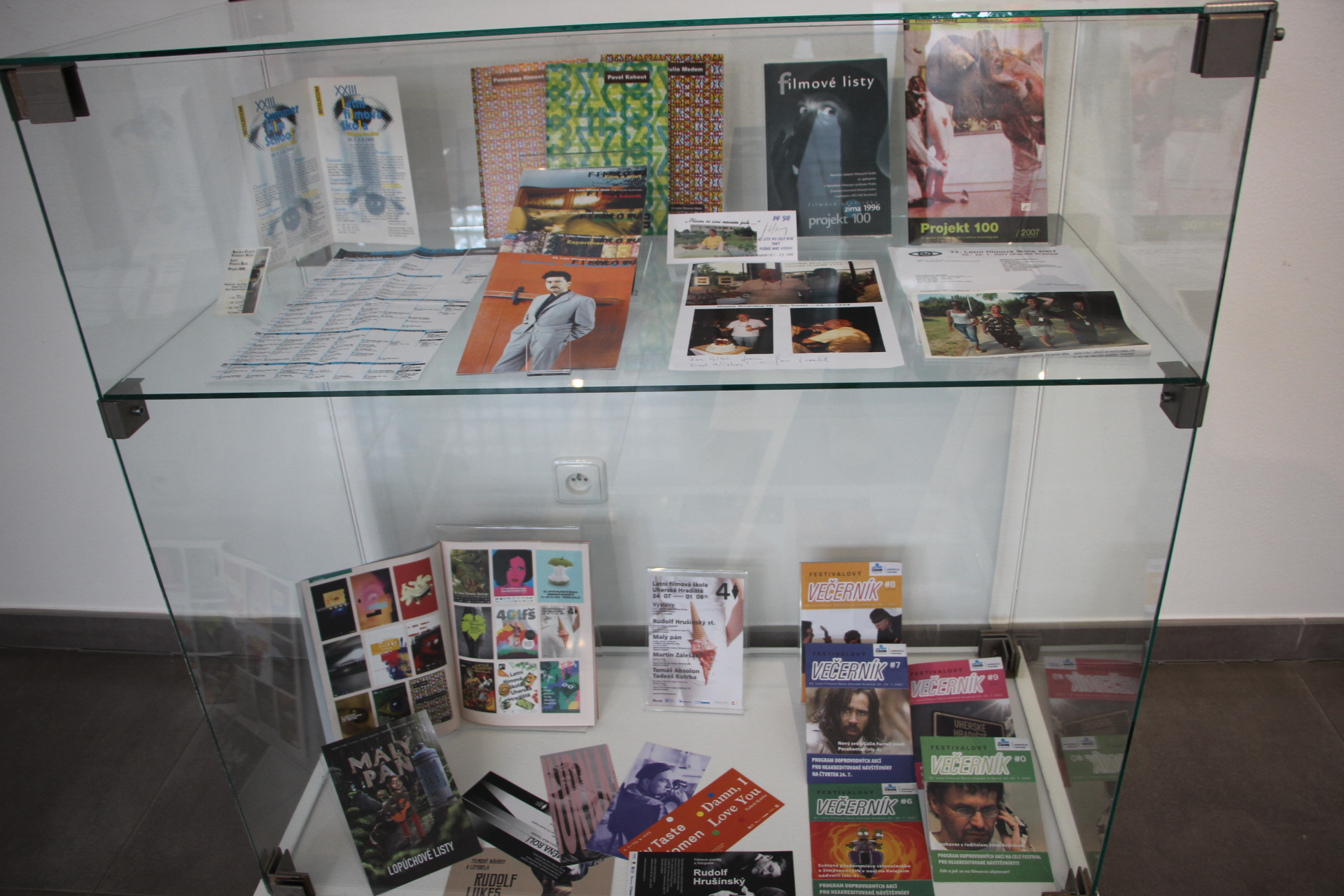
Publikace k tematickým sekcím

V roce 1992 přijelo na akci do Uherského Hradiště jen 250 návštěvníků a organizátoři byli nuceni začít měnit celkovou koncepci akce (do roku 1992 se během devíti dnů promítalo maximálně čtyřicet představení v jednom kině). Od roku 1993 je tak LFŠ otevřena pro každého zájemce, zvýšil se počet promítaných filmů, festivalových hostů, rozšířil se i program odborný a doprovodný a zvýšil se počet promítacích míst. Za proměnou stál tým tehdejšího ředitele Městských kin v Uherském Hradišti Jiřího Králíka a jeho spolupracovníků (Eva Kačerová, Mira Haviarová, Pavel Rajčan, Radana Korená, Jan Lukeš). Významným momentem, který přilákal řadu zájemců z široké divácké obce, byla účast předního britského režiséra Petera Greenawaye, kterého pozvala Eva Kačerová. Od roku 1997 byl program rozdělen do tematických cyklů, z nichž hlavní se pro každý ročník liší (Film a výtvarné umění, Člověk a příroda, Film a dětství, Film a revoluce, Brazilský film, Chilský film, apod.).

### 2007: Bod zlomu
Festival v roce 2005 skončil se ztrátou více než 3 mil. Kč, z tohoto důvodu vyvstala otázka, zda bude 32. ročník realizován, případně přesunut (u této varianty se mluvilo především o Písku). Nakonec se řediteli festivalu Jiřímu Králíkovi (jenž byl považován za hlavního viníka finanční ztráty) a AČFK podařilo dohodnout se zástupci města a 32. ročník proběhl. Festival v roce 2007 skončil pro pořádající AČFK opět se ztrátou, tentokrát 3,6 mil. Kč. Tato situace nakonec vedla k odvolání Jiřího Králíka z pozice ředitele Letní filmové školy i předsedy Asociace českých filmových klubů.

### 2008–současnost
Nový organizační tým byl sestaven na podzim 2007 s cílem připravit 34. ročník festivalu v roce 2008. Předsedou AČFK se stal Petr Korč, místopředsedkyní Radana Korená, uměleckým ředitelem Pavel Bednařík. Postupně se LFŠ začala finančně stabilizovat. AČFK se podařilo na pokrytí ztráty a záchranu festivalu získat dlouhodobou půjčku 4 mil. Kč od města Uherské Hradiště. V roce 2011 se stala uměleckou, později programovou ředitelkou Iva Hejlíčková, programovým ředitelem zůstal Jan Jílek. Zásadní výzvou nového vedení byla kromě finanční stabilizace také proměna programu pomocí systematické dramaturgie. Tento krok neznamenal úbytek diváků, naopak přilákal nové zájemce o filmové umění.
Na 41. LFŠ v roce 2015 se v Uherském Hradišti akreditovalo 5 500 návštěvníků, bylo promítnuto 237 snímků, uskutečnilo se 9 divadelních představení, 14 koncertů, 6 filmových lekcí a mnoho přednášek. 44. LFŠ se odehrála od 27. července do 5. srpna 2018. Během 10 dnů se na festivalu vystřídalo 5 100 akreditovaných návštěvníků. Uvedeno bylo 235 filmů ve 307 projekcích, 62 položek odborného programu včetně 9 lekcí filmu, 19 koncertů, 7 divadelních představení a 7 výstav. Světovou premiéru měl film Jan Palach režiséra Roberta Sedláčka.
45. LFŠ se uskutečnila od 26. července do 4. srpna 2019. V premiéře byl uveden snímek Hra od chilského režiséra Alejandra Fernándeze Almendrase s Jiřím Mádlem, sekce Ikona uvedla snímky oscarového režiséra Michaela Hanekeho, program se mimo jiné soustředil na filmy francouzské nové vlny či amerického režiséra Williama Wylera. Během 10 dnů se na festivalu vystřídalo přes 5 400 akreditovaných návštěvníků. Uvedeno bylo 176 celovečerních, 11 středometrážních a 104 krátkých filmů ve 486 projekcích, 89 položek odborného programu včetně 7 lekcí filmu, 10 koncertů, 8 divadelních představení a 6 výstav.
46. LFŠ se měla uskutečnit od 24. července do 2. srpna 2020. Kvůli pandemii nemoci covid-19 však bylo její konání zkráceno z 10 na 6 dní a posunuto na termín od 7. do 12. srpna 2020. Výroční ceny AČFK obdrželi Vladimír Körner, Krystyna Zachwatowicz-Wajdová a Andrzej Wajda (in memoriam), Radek Pernica a Hanna Schygulla. Program byl jen pro akreditované, ve větších sálech se nosily roušky a ve větším počtu chyběly také zahraniční hosté. Zkrácený ročník nabídl zhruba polovinu celovečerních snímků, co v minulých letech. Konkrétně se jednalo o 94 celovečerních, 7 středometrážních a 63 krátkých filmů ve 161 projekcích. Po závěrečném ceremoniálu následovala světová předpremiéra snímku Krajina ve stínu režiséra Bohdana Slámy. Akreditovalo se zhruba 5 000 návštěvníků. Další návštěvníci si pořídili speciální akreditace, které byly potřebné pro doprovodný program.
47. LFŠ se měla uskutečnit od 23. do 30. července 2021. Kvůli přetrvávající pandemii nemoci covid-19 a nejistotě podmínek, za nichž se mohl festival konat, byl termín posunut na 6. až 12. srpna 2021 (a o jeden den tak zkrácen). Organizační tým uspořádal v prostorách města na 213 akcí, z nichž 170 byly filmové projekce. V průběhu festivalu udělila AČFK čtyři Výroční ceny filmovým tvůrcům; oceněnými se stalPátou výroční cenu obdržela ředitelka LFŠ Radana Korená. Akreditovalo se 4 950 návštěvníků. Premiéru si na festivalu odbyl krátký snímek Poslední den patriarchátu režiséra Olma Omerzu a festivalovou premiéru pak snímek Chyby režiséra Jana Prušinovského. V české předpremiéře byl rovněž uveden snímek Muž se zaječíma ušima režiséra Martina Šulíka, zvláštního uvedení se dočkal film Zpráva režiséra Petera Bebjaka.
48. LFŠ se uskutečnila od 29. července do 4. srpna 2022. Na 39 festivalových místech proběhlo 306 položek programu. In memoriam byl též oceněn Pavel Tomešek, který vedl filmový klub a kino v Krnově. Festival otevřela premiéra dokumentu Olgy Sommerové o Michaelu Kocábovi s názvem Michael Kocáb – Rocker versus politik a zakončila světová premiéra snímku Arvéd debutujícího režiséra Vojtěcha Maška o okultistovi Jiřím Arvédu Smíchovském, třetí premiéru pak představoval film Jana Švankmajera nazvaný Kunstkomora. Akreditovalo se téměř 4 600 návštěvníků, v rámci balíčků se prodalo dalších 2 120 vstupenek.
49. LFŠ se uskutečnila od 28. července do 3. srpna 2023, nabídla přibližně 180 filmů. Festival slavnostně zahájila distribuční předpremiéra sci-fi thrilleru Bod obnovy režiséra Roberta Hloze, v předpremiéře byl uveden také maďarský animovaný film White Plastic Sky a v rámci slavnostního zakončení proběhla distribuční předpremiéra snímku Úsvit režiséra Matěje Chlupáčka. Oceněni byli Jitka Donátová s Romanem Marčákem z filmového klubu v Pardubicích. Jednotlivé sekce se věnovaly retrospektivě Howarda Hawkse, filmům italského neorealismu, ikonickým dílům Pedra Almodóvara, brazilské národní kinematografii či snímkům Jana Procházky. Prodáno bylo 4 500 akreditací, v rámci balíčků pak dalších 3 140 vstupenek a tři dny (sobota 29. 7., neděle 30. 7. a pondělí 31. 7.) bylo zcela vyprodáno.
Jubilejní 50. LFŠ proběhla od 26. července do 1. srpna 2024, v promítacích sálech a letních kinech bylo uvedeno 155 filmů ve 223 projekcích. Přibyl promítací prostor Orlovna, důraz byl kladen na lepší organizaci řad před projekčními sály. Festival zahájila světová premiéra českého snímku Hello, Welcome režiséra Šimona Holého, zakončila pak distribuční předpremiéra filmu Vlny režiséra Jiřího Mádla. Výroční ceny AČFK obdrželi maďarská režisérka Ildikó Enyediová, český hudebník, textař, zpěvák a herec Jiří Suchý, český herec a režisér Jan Kačer (in memoriam), francouzský režisér Arnaud Desplechin a všichni členové filmových klubů (tzv. „klubisté“). Jednotlivé sekce se soustředily například na retrospektivu Federica Felliniho, němé filmy japonského režiséra Jasudžiró Ozu, ikonu v podobě Davida Lynche či průřez kinematografií Tuniska. Pozornost se věnovala také filmům režiséra Karla Zemana a filmové hudbě skladatele Zdeňka Lišky, divákům byly rovněž představeny filmy z období americké kinematografie označované jako Nový Hollywood a dílo belgické režisérky Chantal Akermanové. Na festivalu se vystřídalo 4 600 akreditovaných návštěvníků, v rámci balíčků se prodalo dalších 3 540 vstupenek.
51. LFŠ se uskutečnila od 25. do 31. července 2025, kdy bylo promítnuto 174 filmů ve 216 projekcích. Výroční ceny pořádající Asociace českých filmových klubů obdrželi rakouský tvůrce Ulrich Seidl, švédský filmař Lukas Moodysson, slovenská herečka Zuzana Kronerová a členka AČFK Lenka Šepsová. Za nemocného herce Oldřicha Kaisera si ocenění přijela převzít jeho dcera. Zahajovacím snímkem festivalu byl film Karavan režisérky Zuzany Kirchnerové, který byl již uvedený na festivalu v Cannes, zakončovacím snímkem pak byla festivalová předpremiéra filmu Pod parou režiséra Rudolfa Biermanna. Filmovku navštívilo 4 600 akreditovaných diváků, v rámci balíčků se prodalo dalších 6 550 vstupů. Novinkou byl klimatizovaný promítací sál ve Střední škole průmyslové, hotelové, zdravotnické a VOŠ Uherské Hradiště, který nahradil sál v Orlovně. Jednotlivé sekce se soustředily například na filmy amerického režiséra Tima Burtona a britské režisérské a scenáristické dvojice Michael Powell a Emeric Pressburger, představen byl výběr filmů z Afriky či špionážní filmy němé éry. V rámci sekce Půlnoční delikatesy byly promítnuty Perly hongkongské kinematografie, v sekci LFŠ uvádí vybrali diváci do kinodistribuce irskou komedii Čtyři matky.
52. LFŠ se uskuteční od 24. do 30. července 2026.
Ředitelkou festivalu je od roku 2010 Radana Korená, programovými řediteli Letní filmové školy jsou Iva Hejlíčková (od 2011) a Jan Jílek (od 2019).

## Hosté
- 1993: Peter Greenaway[51]
- 1994: Lindsay Anderson, Goddfrey Reggio, Jan Troell
- 1995: Zbigniew Preisner
- 1996: Julien Temple, Terry Gilliam, bratři Quayové, Ken Loach, Amos Poe, Grzegorz Królikiewicz
- 1997: Filip Bajon, Masahiro Shinoda, Conrad Rooks
- 1998: Otomar Krejča, Jiři Menzel, Vojtěch Jasný, Jaromír Nohavica, Radúz Činčera
- 1999: Ildiko Enyedi, Werner Nekes
- 2000: Jurij Norštejn, Vadim Jusov
- 2001: Dušan Makavejev,  Catherine Breillat, Lordan Zafranović, Kristo Godina, Bato Čengić, Krsto Papić, Jos Stelling
- 2002: Paul Cox, Ebrahim Forouzesh, Sergej Ovčarov, Harry Sinclair
- 2003: Krzystof Zanussi, Alain Robbe-Grillet, Lech Majewski, Piotr Dumala
- 2004: Terry Jones, Terry Giliam, Tom Stoppard, Andrej Zvjagincev, Marcel Lozinski
- 2005: Andrzej Zulawski, Fernando Arrabal, Krystyna Janda, Karen Sachnazarov, Shivaun O'Casey, Bronagh Gallagher, Tamar Hoffs, Mark Dornford-May, Maria Doyle Kennedy
- 2006: Souleymane Cissé, Désiré Écaré, Med Hondo, Teemour Diop-Mambéty, David-Pierre Fila, Patricia Rozema, Don McKellar, Eduard Artějev, Rustam Ibragimbekov
- 2007: Václav Havel, Mika Kaurismäki, Hector Babenco, Marcos Prado, Marco Altberg, Ailton Krenak, Arménia Nercessian de Oliveira, Roman Balajan, Irakli Kvirikadze, Eldar Šengelaja
- 2008: Jan Švankmajer, Juraj Jakubisko, Julio Medem, Pavel Kohout, Jerzy Stuhr, Amos Gitai, Rashid Masharawi, Areen Omari, Veit Helmer, Peter Hames, Michel Khleifi[52]
- 2009: Václav Vorlíček, Jan Bucquoy, VALIE EXPORT, Christian Berger, Mara Matuschka, Pia Hierzegger, Tamás Andor, György Pálfi, Vincent Moon, Kurt Palm, György Pálfi, Magdalena Piekorz, Arash T. Riahi, Raoul Servais, Jaco Van Dormael, Thierry Zéno
- 2010: Béla Tarr, Fridrik Thór Fridriksson, Ken Loach, Ivan Fíla, Juraj Herz, Stanislav Szomolányi, Karol Polák, Lisandro Alonso, Dagur Kári, Hrafn Gunnlaugsson, Szabolcs Hajdu, Harry Baer, Robert Gliński
- 2011: Aki Kaurismaki, Emir Kusturica, Otakar Vávra, Robert Sedláček, Apichatpong Weerasethakul, Mircea Daneliuc, Andrei Ujica, Ruxandra Zenide, Andi Vasluianu, Dudley Andrew, Fred Kelemen, Eduard Grečner, Fero Fenič
- 2012: Carlos Saura, István Szabó, Abbás Kiarostámí,  Ondřej Vetchý, Bence Fliegauf, Vimukthi Jayasundara, Marcell Jankovics, Bakur Bakuradze, Heinz Trenczak
- 2013: Goran Paskaljević, Dušan Hanák, Pedro Costa, Jerzy Hoffman, Ilmar Raag, Pavel Landovský, Josef Abrhám, Jan Kačer, Allan Starski, Rui Pocas
- 2014: Peter Greenaway, Miroslav Krobot, Zuzana Piussi, Mylène Bressonová, Agustí Villaronga, Sean Ellis, Tino Hammid, Olgierd Łukaszewicz
- 2015: Juraj Herz, Mika Kaurismäki, Mohsen Makhmalbaf, Vitalij Manskij, Boleslav Polívka, Helena Třeštíková, Ludmila Zemanová, Christoph Hochhäusler, Peter Strickland
- 2016: Petr Jarchovský, Vladimír Merta, Ivan Passer, Emília Vášáryová, Janusz Majewski, Filip Bajon, Kinga Dębska, Alejandro Eduardo Goic, Julie Taymor, Kurt van der Basch
- 2017: Jan Troell, Daniel Bergman, Sergej Loznica, Magda Vášáryová, Jan Svěrák, Tarik Saleh, Jan Holmberg, Erik Hedling, Philippe Grandrieux, Angela Schanelecová, José Luis Guerín, Wojciech Smarzowski, Miro Remo
- 2018: Meir Lubor Dohnal, Iva Janžurová, Petr Korč, Mike Leigh, Josef Somr, Katinka Farago, Bahman Ghobadi, Roland Klick, Alejandro Fernández Almendras, Andrzej Jakimowski, Mathieu Pradat, Peter Schepelern, Anders Refn, Maaret Koskinen
- 2019: Olga Sommerová, Hynek Bočan, Milan Lasica, Lech Majewski, Alexej German ml., Cătălin Mitulescu, Christian Berger, Marika Green, Adam Sikora, Wojciech Smarzowski, Milko Lazarov, Alfred Jokesch, Michel Marie, Marek Kuboš[53]
- 2020: Vladimír Körner, Hanna Schygulla, Bohdan Sláma, Krystyna Zachwatowicz-Wajdová
- 2021: Zdeněk Svěrák, Martin Huba, Jiřina Bohdalová, Martin Šulík, Goran Marković
- 2022: Semih Kaplanoğlu, Jim Sheridan, Ondřej Vetchý, Michaela Pavlátová
- 2023: Rajko Grlić, Ivan Trojan, Miloslav Luther, Lav Diaz
- 2024: Ildikó Enyedi, Jiří Suchý, Arnaud Desplechin, Fridrik Thór Fridriksson, Mohsen Makhmalbaf, Sean Ellis, Peter Strickland, Thierry Loa
- 2025: Ulrich Seidl, Lukas Moodysson, Oldřich Kaiser (pro nemoc se nezúčastnil), Zuzana Kronerová, Mahamat-Saleh Haroun, Damiano Garofalo, Per Juul Carlsen, Ian Nathan, Duncan Petrie, Hsaio-Mei Ho

## Festivalová místa
Filmové projekce a doprovodný program probíhají na několika místech po celém Uherském Hradišti: Kino Hvězda (348 míst), Kino Mír (90 míst), Klub kultury (Velký sál 510 míst, Malý sál 100 míst), Slovácké divadlo (380 míst), Reduta (Velký sál 196 míst, Komorní sál 12 zařízení), Sportovní hala (350 míst), Aula SŠ J. z Poděbrad (157 míst), Letní kino Masarykovo náměstí, Letní kino Smetanovy sady, Kolejní nádvoří (hudební program), Stan České televize, Stan Českého rozhlasu, LFŠ stan, Respekt stan, Dětský/herní stan, Stan literatury/Nové reality, Cimbál stage, Skanzen Rochus či HUB 123.

## Galerie

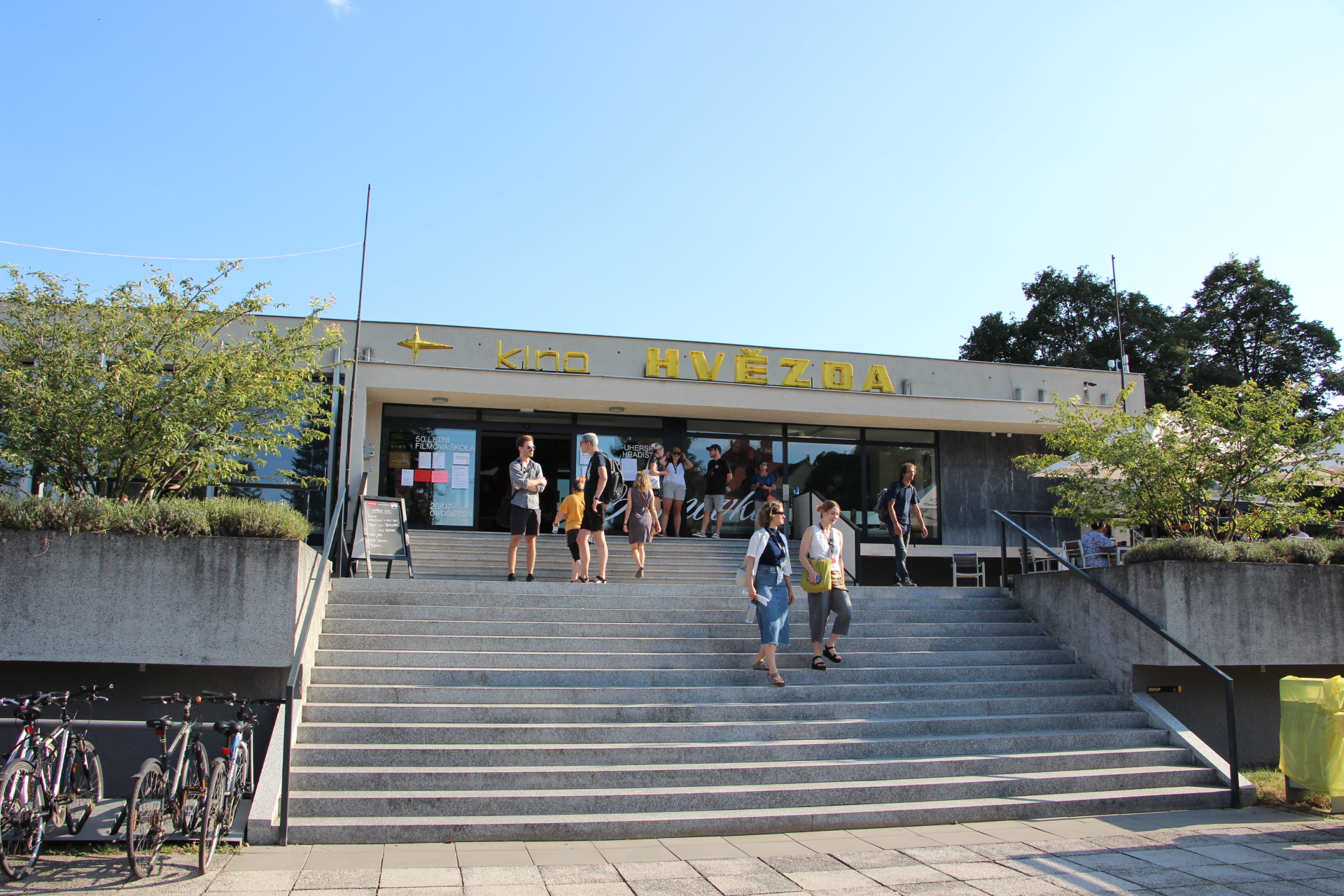
Kino Hvězda, centrum festivalu
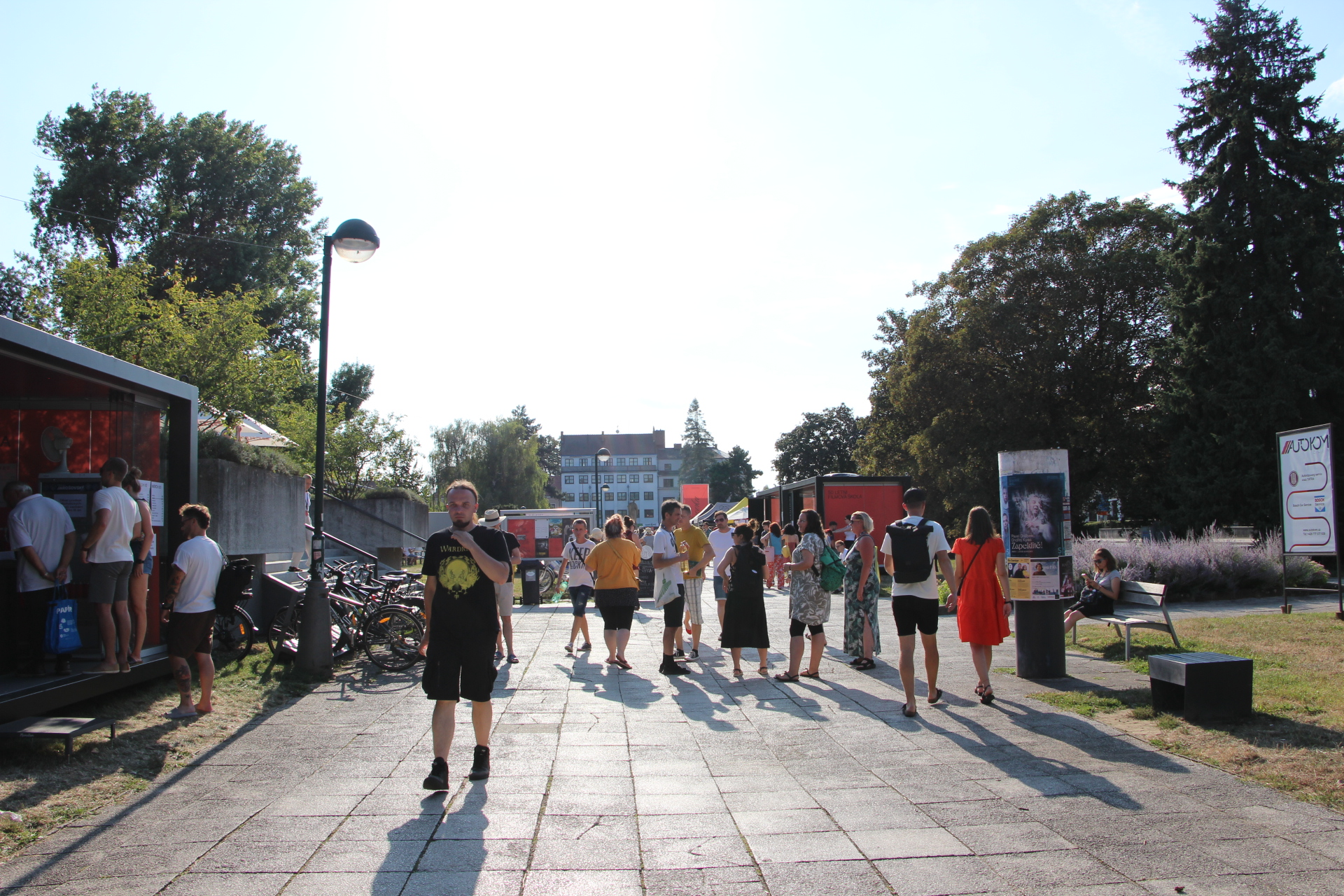
Atmosféra festivalu
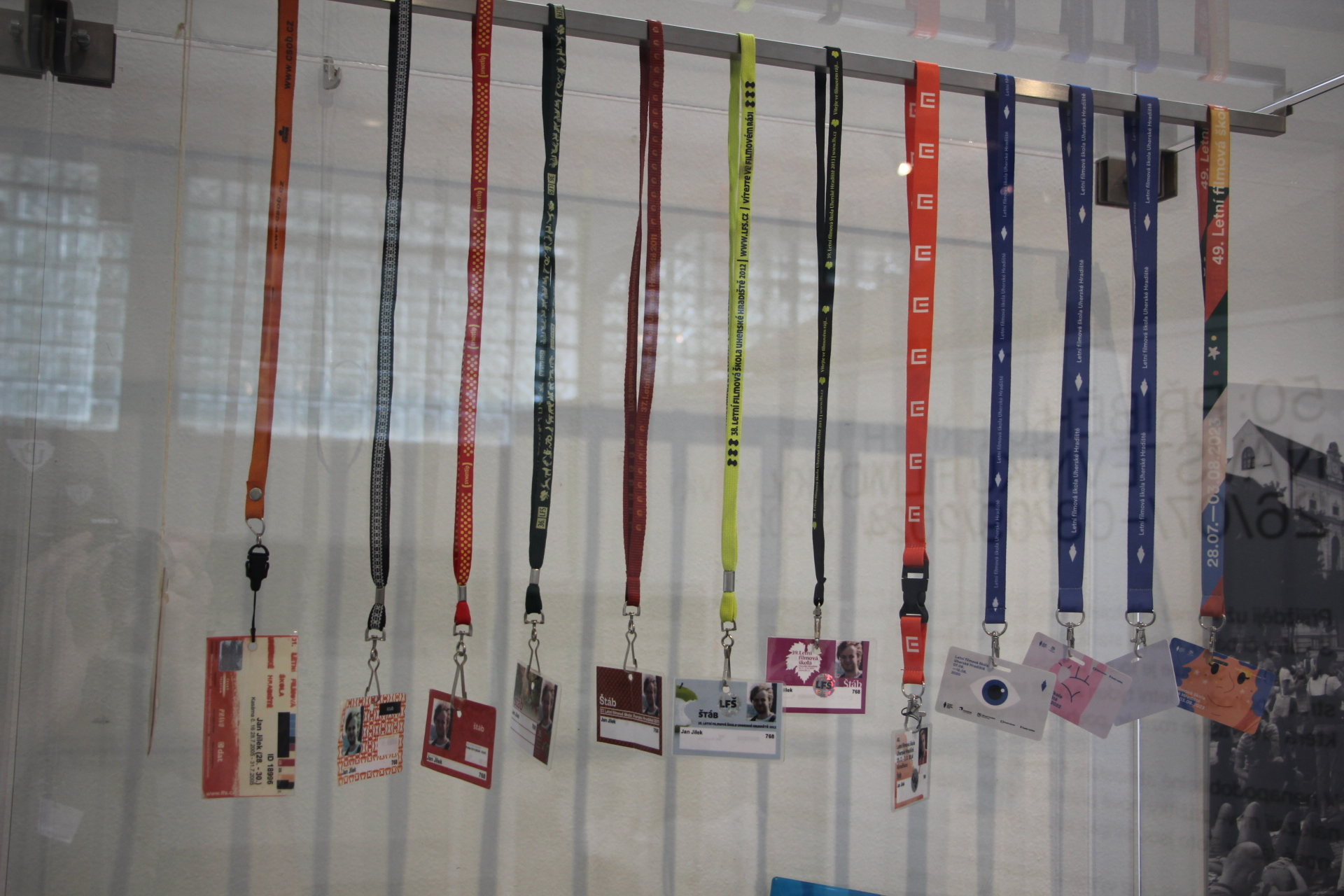
Akreditace
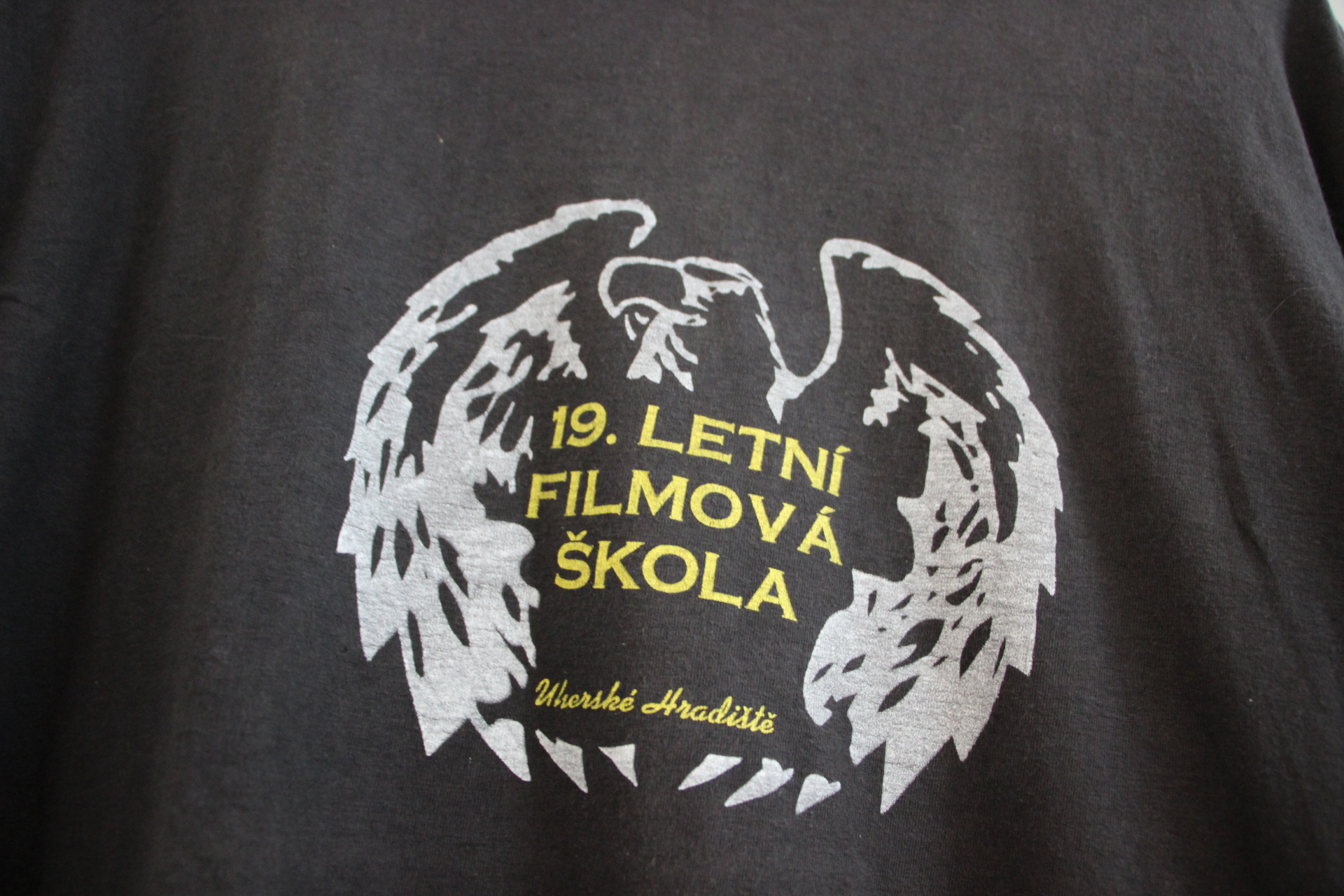
Historické festivalové tričko
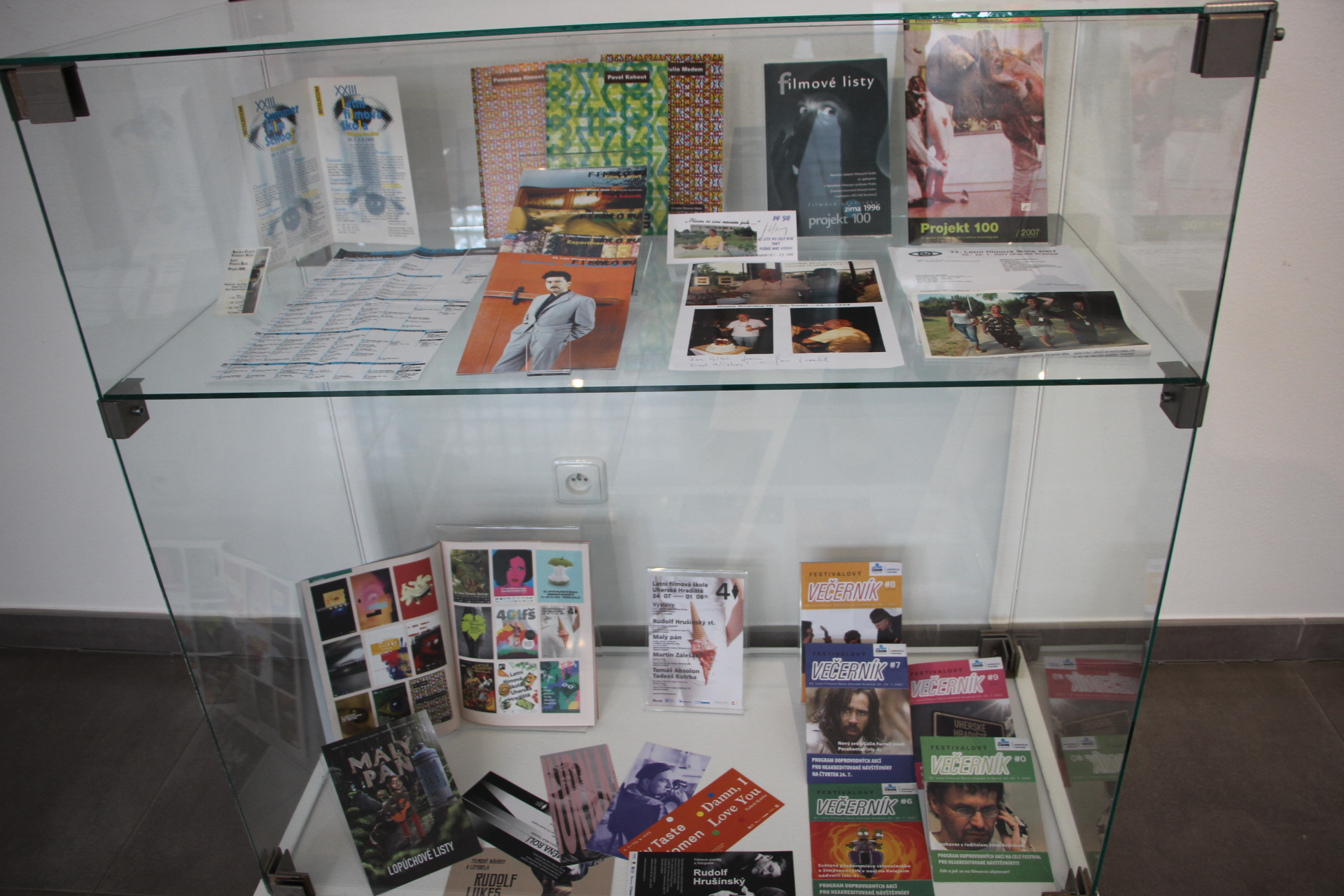
Propagační materiály
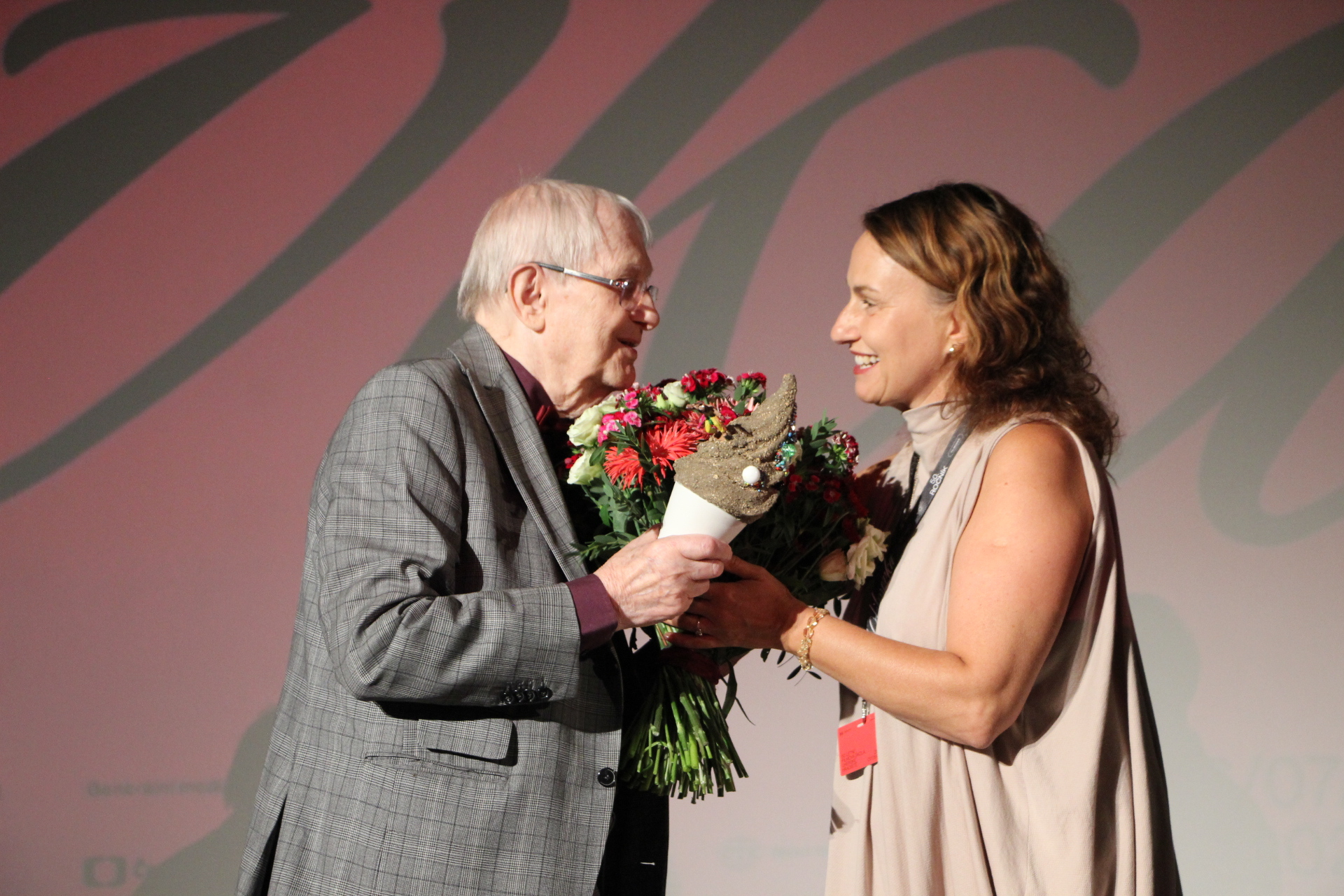
Předání ceny Jiřímu Suchému